# Orgilus infrequens
Orgilus infrequens är en stekelart som beskrevs av Muesebeck 1970. Orgilus infrequens ingår i släktet Orgilus och familjen bracksteklar. Inga underarter finns listade i Catalogue of Life.